# Piotrówka (województwo warmińsko-mazurskie)
Piotrówka (niem. Petersberg) – osada w województwie warmińsko-mazurskim, w powiecie mrągowskim, w gminie Mrągowo. 
Do 2023 miejscowość była częścią wsi Muntowo.
Część wsi wchodzi w skład sołectwa Muntowo. 
W latach 1975–1998 część wsi administracyjnie należała do województwa olsztyńskiego.
Piotrówka została założona w 1825 r. w obrębie tzw. Nowego Muntowa (w pobliżu Muntowskiego Ostrowia), jako wybudowanie wsi Muntowo, i wzięło nazwę od swego właściciela Petersa. Po 1945 r. był tu PGR.